# 배검은말벌
배검은말벌(학명: Vespa basalis)은 말벌과 말벌속에 딸린 말벌의 일종으로 대만에서만 서식하는 토박이종이다. 공격성이 높으며, 쏘이면 독으로 부종을 유발한다. 벌집 하나에 약 5,000마리가 모여 산다.